# Helvetia labiata
Helvetia labiata là một loài nhện trong họ Salticidae.
Loài này thuộc chi Helvetia. Helvetia labiata được Hipólito Ruiz López & Antonio D. Brescovit miêu tả năm 2008.